# Lambeth-Apokalypse

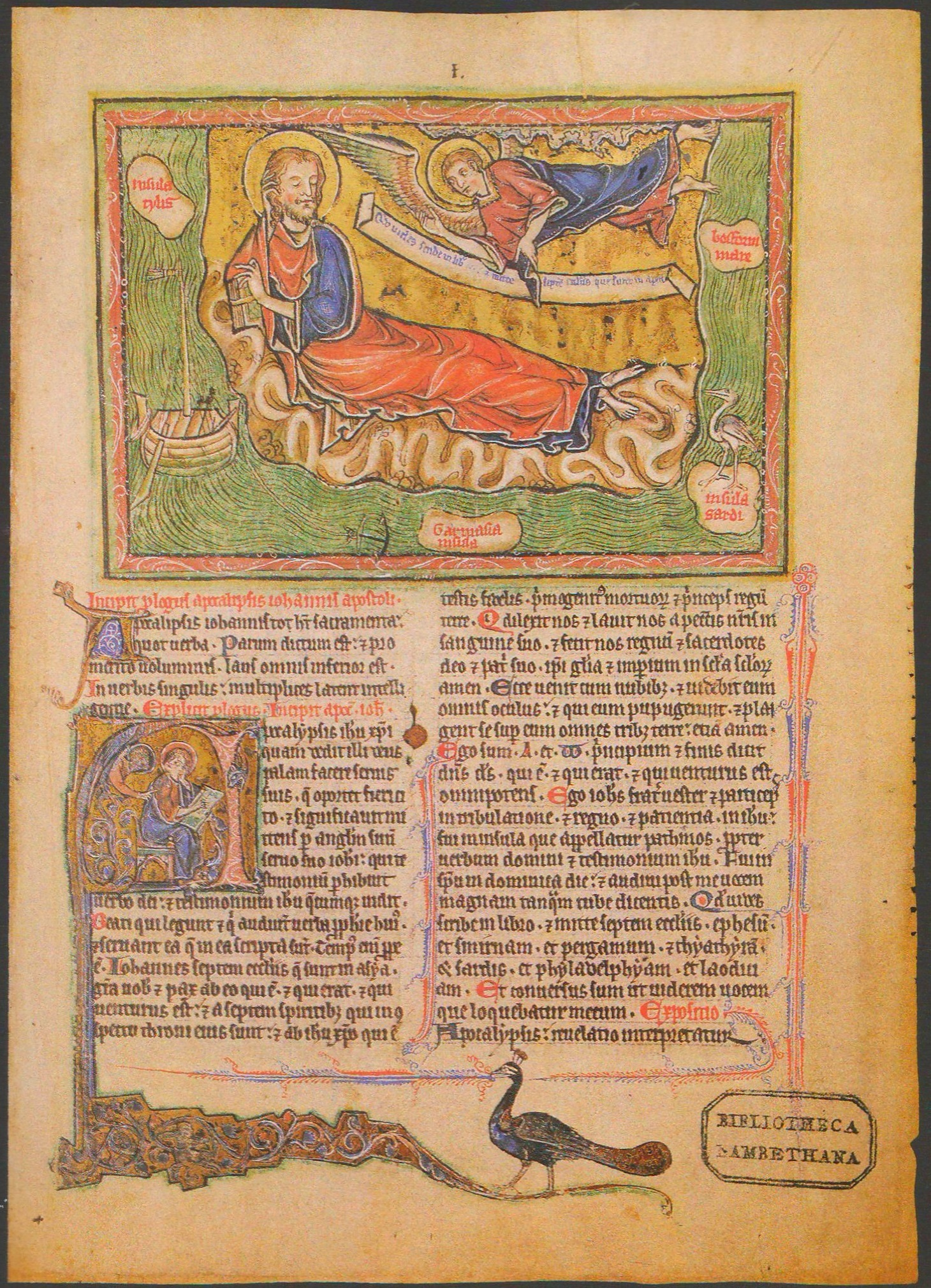
f. 1r, Johannes erhält seinen Auftrag auf Patmos

Die Lambeth-Apokalypse ist eine mittelalterliche Handschrift der Offenbarung des Johannes. Sie verdankt ihren Namen dem Umstand, dass sie unter der Signatur MS 209 zur Sammlung Bibliotheca Lambethana der Lambeth Palace Library in London gehört.

## Geschichte
Die Lambeth-Apokalypse wurde zwischen 1260 und 1270 in England (London?) geschrieben. Die Handschrift in lateinischer Sprache entstand wohl im Auftrag von Eleanor de Quincy (gest. 1274), der Tochter von William V. Earl Ferrers von Derby (1200–1254) oder dessen Frau Margaret de Ferrers († 1281). Die Handschrift enthält auf f. 48r ein Bild einer Frau. Die Muster von Untergewand und Mantel könnten gelesen werden als Farben einer Ferrers-Dame, die einen de Quincy heiratete, oder das einer de Quincy, die einen Ferrer heiratete – also Margaret de Ferrers oder Eleanor De Quincy, Countess of Winchester.
Die Handschrift befand sich im Besitz von John Lumley († 1609) und kam in der ersten Hälfte des 17. Jahrhunderts in die Bibliothek von Lambeth Palace, der Residenz des Erzbischofs von Canterbury. In der Zeit des Commonwealth of England (1649–1660) wurde die Handschrift der Cambridge University Library übergeben. Nachdem die Monarchie wiederhergestellt worden war, kam sie 1664 zurück nach Lambeth.

## Einordnung
Circa 20 Apokalypse-Handschriften sind bekannt, die in der zweiten Hälfte des 13. Jahrhunderts in England geschrieben wurden – und es lässt sich vermuten, dass es noch mehr gab, die nicht erhalten sind. In die sogenannte Berengaudus-Gruppe gehören 15 illustrierte Apokalypsen, darunter die Lambeth-Apokalypse, die auf dem  Berengaudus-Kommentar Expositio super septem visiones der Offenbarung basieren. Diese Apokalypse-Handschriften waren überwiegend von mittlerem Format und hatten ein Seitendesign mit einer rechteckigen gerahmten farbigen Illustration oben und einem zweispaltigen Text darunter bestehend aus Versen aus dem Buch der Offenbarung und einem Extrakt aus dem Berengaudus-Kommentar. Handschriften mit diesem Aufbau richteten sich eher nicht an Kleriker oder Mönche, sondern an Laien. Sie waren offensichtlich nicht für einen öffentlichen Vortrag vorgesehen, sondern für das private Studium. Die Absicht der Handschriften war pädagogisch und unterhaltsam zugleich. Sie sollten den Leser erziehen und ihm ein Verständnis für den biblischen Text vermitteln, vielleicht mit Unterstützung eines Klerikers, insbesondere bei fehlenden Lateinkenntnissen. Das Bild sollte den Leser auf die Kontemplation des Texts vorbereiten. Die Darstellung der Hure von Babylon auf f. 30r beispielsweise scheint auf einen weiblichen Rezipienten ausgelegt zu sein: Die aristokratische Frau mit dem Becher des Teufels in den Händen steht auf einem siebenköpfigen Tier und ist als eine Warnung vor Eitelkeit und Luxus zu verstehen.
Die illustrierten Apokalypse-Handschriften waren arbeitsintensive, luxuriöse, gefragte Objekte; sowohl Statussymbole als auch devotionale Objekte.

## Technische Beschreibung
Die Lambeth-Apokalypse besteht aus 56 Pergament-Folios im Format von ca. 201 × 274 mm. Das erste Blatt und die Vorderseite des zweiten Blattes sind leer. Auf der Rückseite von f. ii findet man ein ganzseitiges Porträt eines Benediktinermönches. Die Apokalypse folgt auf f. 1 bis f. 39. Diese wird ergänzt durch einen 14 Blätter starken Anhang devotionalen und allegorischen Inhalts, die ersten 13 Blätter mit ganzseitigen Bildern. Nur f. 53v enthält zum Bild auch einen erläuternden Text. Das letzte Blatt (f. 54) ist wieder leer. Der derzeitige Einband aus schwarzem Saffian wurde im 19. Jahrhundert von der Firma Eyre and Spottiswoode hergestellt.

## Der Buchschmuck
Die Handschrift enthält 76 Miniaturen zur Apokalypse und 28 zusätzliche Miniaturen. Sie wird auf f. iiv eröffnet  mit einem ganzseitigen Porträt eines Benediktinermönchs, der eine Statue der Jungfrau mit Kind anmalt, die wirken, als ob sie zum Leben erwachen; die Jungfrau bietet dem Mönch ein Objekt an, das wie ein Apfel aussieht. Auf der gegenüberliegenden Seite (f. 1r) beginnt die Apokalypse mit einem Bild des schlafenden Johannes auf Patmos. Den Anhang eröffnet ein ganzseitiges Bild von St. Christophorus (f. 40r), es folgen Seiten zur Vita des Johannes (f. 40v−45v), die Marienwunder der Mercurios- und Theophilus-Legenden (f. 45v und f. 46r−47r) sowie 12 ganzseitige Illustrationen: der Evangelist Johannes (f. 47v), eine Frau, die Lady de Quincy ähnlich sieht (f. 48r), ein Cherub (f. 48v),  Laurentius (f. 49v), Katharina (f. 50r), Margarethe (f. 50v), König Edmund der Märtyrer (f. 51r), die Kreuzigung (f. 51v), zwei Bischöfe, die nicht genau zu identifizieren sind (f. 52rv), vielleicht Thomas von Canterbury und Edmund von Abingdon, eine sitzende Frau, umgeben von Gestalten und Gegenständen, denen Inschriften zugeordnet sind, die sich auf ein christliches Leben beziehen (f. 53r), sowie ein Kopf der Veronica (f. 53v). Das Bild auf f. 53r enthält erläuternde Texte in anglo-normannischem Französisch; die lateinischen Textzeilen unter dem Bild mit dem Schweißtuch der Veronica enthalten ein kurzes Offizium von Gebeten.
Im Apokalypse-Teil wurden die Figuren farbig gestaltet vor Hintergründen mit Gold und lebhaften Farben. Der Anhang besteht aus ganzseitigen kolorierten Federzeichnungen, bei denen die Figuren gewöhnlich ohne einen gestalteten Hintergrund dargestellt sind.

## Schreiber und Illuminatoren
Der Text wurde von mindestens drei Schreibern in gotischer Textualis geschrieben. Den Schreibern können folgende Textpassagen zugeordnet werden: Schreiber A: folios iiv, 1–19, 53 (?), einschließlich der Überschriften in diesen Abschnitten sowie der Beschriftungen innerhalb der Miniaturen auf folios iiv. 1, 2v, 9 und 10. Schreiber A zeigt die ausdrucksvollste und kalligraphisch schönste Schrift. Er bringt 21–23 Zeilen im Block unter den Apokalypse-Miniaturen unter. Schreiber B: folios 20–22, 46v–47v, 48v einschließlich der Überschriften und Beschriftungen. Er bringt 17–18 Zeilen im Block unter den Apokalypse-Miniaturen unter. Schreiber C: folios 23–39 einschließlich der Überschriften, sowie die Beschriftung auf f. 5v. Er bringt 17 Zeilen im Block unter den Apokalypse-Miniaturen unter.
Aufgrund der stilistischen Unterschiede kann man annehmen, dass zwei verschiedene Künstler an der Lambeth-Apokalypse beteiligt waren, die f. 1–39 bzw. f. iiv und f. 40–53 gestalteten. Wer die Künstler waren, ist nicht bekannt. Ihre Technik entsprach der Technik, die zu dieser Zeit in England üblich war. Eventuell könnten jüdische Berater bei der Gestaltung der ersten Bildvorlagen mitgewirkt haben. Trotz der Nähe zum Text lassen die Apokalypse-Illustrationen immer wieder den Versuch erkennen, die alttestamentarischen Bildmotive mit eigenen, zeitgenössischen Glaubensvorstellungen in Einklang zu bringen. Sie waren auch verantwortlich für die Illumination zwei anderer Apokalypse-Handschriften: der Gulbenkian Apokalypse (Lissabon, Museu Calouste Gulbenkian, MS L.A. 139) und der Abingdon Apokalypse (London, British Library, MS Add. 42555).